# Gerrolasius hermanni
Gerrolasius hermanni là một loài ruồi trong họ Asilidae. Gerrolasius hermanni được Londt miêu tả năm 1988. Loài này phân bố ở vùng nhiệt đới châu Phi.